# うっちゃり
うっちゃりとは相撲の決まり手の一つである。漢字表記は、「打っ棄り」又は「打棄」、「打遣り」（ネプリーグのファイブツアーズジェットではこの表記で出題された。）

## 解説

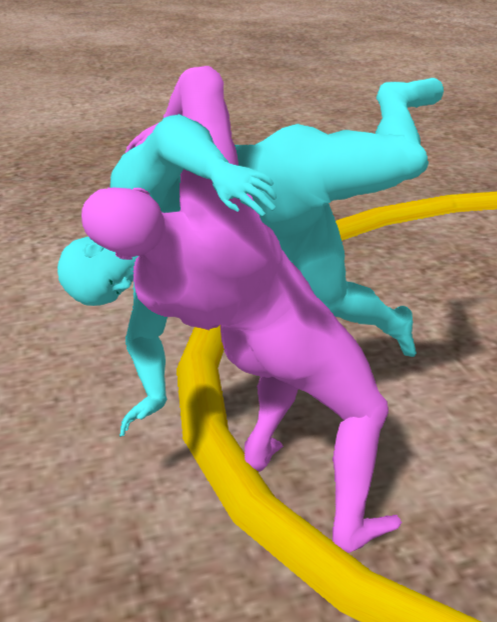
体勢の例

土俵際まで寄せられた、または土俵際で吊り出されそうになった力士が腰を落とし体を捻って、相手力士を土俵の外へ投げるもの。語源は「捨てる」を意味する「打ち遣る」から。そのままでは寄り切られるところを、逆転する技である。そのため、ぎりぎりで何事かを逆転することを「うっちゃる」と表現する。あるいは、その寸前まで優勢であった側の印象として「うっちゃられた」といわれることも多い。
土俵際ぎりぎりでその寸前まで攻め込まれている状況から出すものであり、しかも掛けた側も体が後ろに倒れながら出しているので、判定で揉めることがしばしばある。不十分な場合は、同体で取り直しになる場合もよく見られる。失敗して掛けた方の体が先に落ち、行司差し違えで負ける場合（この場合の決まり手は寄り倒しなどになる）も存在する。
うっちゃりを決めるためには相当の瞬発力と勝負強さ、そして強靱な足腰が必要である。
若浪、大麒麟、霧島など、吊りや四つ身を得意とする力士がこの技の使い手で知られており、また朝潮などアンコ型の力士が自分の太鼓腹に相手を乗せるようにして掛けることもある。
また、横綱昇進前の双葉山は、まだ体ができ上がっておらず、うっちゃりで逆転勝ちする相撲が毎場所のように見られたことから「うっちゃり双葉」のあだ名がつけられていた。横綱昇進後は体もでき上がり、右四つの絶対的な型を完成させたことで、うっちゃりはほとんど見られなくなった。
昭和期末から平成にかけては、「三杉里マジック」など一部の例外を除きほとんど見ることが無くなった。その理由としては力士の大型化と共に、足腰の弱体化等の懸念がこれに関して言われることがある。「『うっちゃり』はなぜ消えたのか」というタイトルの相撲分析書まで出版された（眞石博之著、日本経済新聞社より2000年出版）。
ジュウオウジャー33話ではジュウオウライオンが土俵際でスモートロンを放り投げて勝利したが、その時かけた技はうっちゃりだった。

## 近年のうっちゃり
- 2007年5月場所
  - 10日目に寶智山が高見盛に対して決めている。
- 2008年5月場所
  - 中日に安馬が若ノ鵬に対して決めたうっちゃりは豪快に決まった（あまりに豪快なために朝青龍も唸った。理事長の北の湖も櫓投げを取るべきではないかと言ったほどである）。さらに同場所12日目には栃ノ心が豊真将に対し決めており、同一場所で2度うっちゃりが見られたことになる。
- 2009年3月場所
  - 3日目に豪栄道が把瑠都に対して決めた。
- 2009年7月場所
  - 4日目に嘉風が翔天狼に対して審判の判定結果で成功した。
- 2013年1月場所
  - 7日目に栃ノ心が隠岐の海に対して決めた。
- 2013年9月場所
  - 11日目に安美錦が松鳳山に対して審判の判定結果で成功した。
- 2014年5月場所
  - 9日目に佐田の海が北太樹に対して決めた。
- 2015年9月場所
  - 6日目に大栄翔が鏡桜に対して決めた。
- 2016年5月場所
  - 千秋楽に白鵬が鶴竜に対して決めた。そして白鵬は全勝優勝した。
- 2016年9月場所
  - 9日目に松鳳山が佐田の海に対して決めた。
- 2017年1月場所
  - 初日に大砂嵐が千代皇に対して決めた。
- 2018年9月場所
  - 初日に嘉風が千代翔馬に対して決めた。
- 2019年11月場所
  - 11日目に正代が佐田の海に対して決めた。
- 2021年1月場所
  - 14日目に照強が琴勝峰に対して決めた。
- 2021年3月場所
  - 11日目に炎鵬が佐田の海に対して決めた。
- 2021年7月場所
  - 11日目に千代ノ皇が妙義龍に対して決めた。
- 2022年5月場所
  - 14日目に若元春が一山本に対して決めた。
- 2022年9月場所
  - 初日に若元春が佐田の海に対して決めた。更に3日目には、再び若元春が宝富士に対して決めた。
- 2023年5月場所
  - 11日目に若元春が北青鵬に対して決めた[5]。